# Kobarid község
Kobarid község (szlovén nyelven: Občina Kobarid) Szlovénia 212 alapfokú közigazgatási egységének, azaz községének egyike a Goriška statisztikai régióban. A község az Isonzó (szlovén nyelven: Soča) felső szakaszának völgyében, az olasz határ közelében terül el. A község székhelye Kobarid város. A község 1994. október 3-án jött létre, amikor a korábban nagyobb területű Tolmin községet Bovec, Kobarid és Tolmin községekre osztották.

## A község települései
A községhez Kobarid székhelyen kívül a következő települések tartoznak:
- Avsa
- Borjana
- Breginj
- Drežnica
- Drežniške Ravne
- Homec
- Idrsko
- Jevšček
- Jezerca
- Koseč
- Kred
- Krn
- Ladra
- Libušnje
- Livek
- Livške Ravne
- Logje
- Magozd
- Mlinsko
- Perati
- Podbela
- Potoki
- Robidišče
- Robič
- Sedlo
- Smast
- Stanovišče
- Staro Selo
- Sužid
- Svino
- Trnovo ob Soči
- Vrsno

## Népesség
| Lakosok száma | 4227 | 4190 | 4172 | 4202 | 4199 | 4143 | 4107 | 4117 | 4078 | 4045 |
|               | 2008 | 2009 | 2011 | 2012 | 2013 | 2015 | 2016 | 2017 | 2019 | 2020 |